# 世田谷区立明正小学校
世田谷区立明正小学校（せたがやくりつ めいせいしょうがっこう）は、東京都世田谷区成城3丁目にある公立小学校。

## 概要
成城、砧、喜多見の一部を通学区域とする。校名は、児童が「明るくげんきで、はつらつとしていて、正しく、たくましく」成長することを祈願して付けられた。
2010年度から、世田谷区の定めた「世田谷9年教育」の一環として、区内で近接する世田谷区立砧小学校・世田谷区立山野小学校・世田谷区立砧中学校とともに学校グループ「砧の学び舎」を構成している。

## 沿革
1951年に「仮称成城小学校」として設立期成同盟が結成され、1953年4月に世田谷区立明正小学校として開校した。開校に際しては世田谷区立砧小学校と世田谷区立祖師谷小学校から校区が分割され、開校時点では3年生以下の児童のみで発足した。

### 年表
以下の記述は学校ウェブサイトによる。
- 1951年（昭和26年）5月 - 仮称区立成城小学校設立期成同盟結成。
- 1952年（昭和27年）12月 - 校舎10教室完成。
- 1953年（昭和28年）
  - 3月 - 初代校長として山田忠雄が着任。
  - 4月1日[1] - 砧･祖師谷両小学校の2学年と3学年在学児童および新1年生にて、8学級を編成し開校。
  - 4月28日 - この日を開校記念日と定める。
- 1954年（昭和29年）
  - 4月 - 第一次校舎完成（6教室、玄関、給食室、用務員室）。
  - 12月 - 第二次校舎増築完成（2教室）。
- 1956年（昭和31年）5月 - 第三次校舎増築完成（4教室）。
- 1957年（昭和32年）8月 - 第四次校舎増築完成（2教室）。
- 1958年（昭和33年）4月 - 校旗・校歌（作曲：平井康三郎、作詞：土岐善麿）を制定。
- 1959年（昭和34年）1月 - 校地拡張。
- 1961年（昭和36年）
  - 1月 - プール完成。
  - 7月 - プール落成式挙行。
  - 8月 - 第五次増築校舎完成（4教室）。
- 1964年（昭和39年）
  - 9月 - 屋内運動場落成式、6教室鉄筋着工。
  - 11月 - 明正小学校開校10周年記念祝賀会開催。
- 1965年（昭和40年）3月 - 西南校舎完成（普通教室3教室、特別教室3教室）。
- 1974年（昭和49年）12月 - 西鉄筋校舎完成。
- 1976年（昭和51年）9月 - 北鉄筋校舎完成。
- 1978年（昭和53年）
  - 9月 - 校庭舗装完了し、スプリンクラー設置。
  - 11月 - 開校25周年校舎改築落成記念式典挙行し、祝賀会開催。岩石庭園改築。
- 1979年（昭和54年）2月 - 体育倉庫改築。
- 1980年（昭和55年）2月 - 東校舎増築（普通教室2、音楽室、資料室）。小鳥小屋設置。
- 1982年（昭和57年）9月 - 明正小学校同窓会発足。
- 1983年（昭和58年）11月 - 創立30周年記念式典挙行し、祝賀会開催。
- 1984年（昭和59年）
  - 4月 - 特別支援学級開設（1年3名で発足）。
  - 9月 - 国旗掲揚塔設置。
- 1987年（昭和62年）12月 - プレイルーム設置。
- 1988年（昭和63年）
  - 3月 - 西校舎屋上舗装完了。
  - 11月 - 創立35周年記念式典挙行し、子ども祭り開催（校章・沿革史掲示板取付）。
- 1991年（平成3年）
  - 6月 - 体育館とプール完成し、落成式挙行。
  - 11月 - 校庭舗装、花壇・遊具設置。
- 1992年（平成4年）
  - 3月 - 西校舎裏にかまどを設置。
  - 9月 -	校舎外壁改修工事完了。屋上フェンスと教育目標を取り替え。
- 1993年（平成5年）
  - 8月 - 校舎外壁塗装工事完了。
  - 10月 - 創立40周年記念式典挙行し、祝賀会開催。
- 1995年（平成7年）9月 - 東校舎内部大規模改修完了。
- 1996年（平成8年）8月 - 西校舎内部大規模改修完了。
- 1999年（平成11年）2月 - 創立45周年記念児童集会開催。
- 2001年（平成13年）4月 - 算数少人数授業開始。
- 2003年（平成15年）
  - 11月 - 創立50周年記念式典挙行し、記念祝賀会開催。
  - 12月 - 創立50周年記念パレード開催。
- 2004年（平成16年）3月 - BOP棟増築。
- 2006年（平成18年）
  - 6月 - BOP渡り廊下完成。
  - 9月 - 校舎耐震補強工事完成。
- 2007年（平成19年）
  - 3月 - 全教室冷暖房機完備。
  - 6月 -	校庭花壇設置。
  - 9月 - 学年園・学級園の借用地返還。
- 2011年（平成23年）1月 - 砧の学び舎創設式挙行。
- 2013年（平成25年）
  - 3月 - 給食室増改築工事完成。
  - 4月 - 給食民間委託開始。
  - 8月 - 屋上フェンスと学校名看板設置。
  - 10月 - 創立60周年記念集会開催。創立60周年記念式典挙行し、記念祝賀会開催。
- 2015年（平成27年）度 - オリンピック・パラリンピック教育推進校。
- 2016年（平成28年）9月 - 西トイレ改修工事完了。
- 2018年（平成30年）
  - 8月 -	北校舎サッシ取替工事完了。
  - 10月 - 創立65周年記念集会開催。
- 2023年（令和5年）11月25日 - 創立70周年記念式典挙行[6]。

## 教育方針
- 「明るく、正しく、たくましく」[7]

## 学校行事
※2020年5月4日現在
- 4月 入学式
- 5月 運動会
- 8月 日光東照宮（6年生）
- 9月  川場移動教室（5年生）
- 10月 明正小まつり
- 11月 舞台発表会（年に1度に作品展）
- 3月 卒業式

## 通学区域
- 成城一丁目 - 六丁目
- 喜多見八丁目、九丁目
- 砧八丁目

## 進学先中学校
- 世田谷区立砧中学校

## 交通
- 小田急小田原線成城学園前駅より徒歩7分
- 東急バス・小田急バス成城町バス停より徒歩3分